# Minatare
Minatare és una població dels Estats Units a l'estat de Nebraska. Segons el cens del 2000 tenia 810 habitants.

## Demografia
Segons el cens del 2000, Minatare tenia 810 habitants, 326 habitatges, i 237 famílies. La densitat de població era de 823 habitants per km².
Dels 326 habitatges en un 35,9% hi vivien nens de menys de 18 anys, en un 54,6% hi vivien parelles casades, en un 12,3% dones solteres, i en un 27,3% no eren unitats familiars. En el 24,5% dels habitatges hi vivien persones soles el 10,7% de les quals corresponia a persones de 65 anys o més que vivien soles. El nombre mitjà de persones vivint en cada habitatge era de 2,48 i el nombre mitjà de persones que vivien en cada família era de 2,92.
Per edats la població es repartia de la següent manera: un 26,9% tenia menys de 18 anys, un 9% entre 18 i 24, un 26,9% entre 25 i 44, un 22,5% de 45 a 60 i un 14,7% 65 anys o més.
L'edat mediana era de 36 anys. Per cada 100 dones de 18 o més anys hi havia 96,7 homes.
La renda mediana per habitatge era de 23.365 $ i la renda mediana per família de 30.156 $. Els homes tenien una renda mediana de 21.823 $ mentre que les dones 17.569 $. La renda per capita de la població era d'11.977 $. Aproximadament el 18,4% de les famílies i el 18,6% de la població estaven per davall del llindar de pobresa.

## Poblacions més properes
El següent diagrama mostra les poblacions més properes.